# Lourba (Ort)
Lourba ist ein osttimoresischer Ort im Suco Lourba (Verwaltungsamt Bobonaro, Gemeinde Bobonaro). Das Dorf liegt im Süden der Aldeia Lourba Leten, auf einer Meereshöhe von 749 m, entlang der Überlandstraße, die aus Maliana im Westen kommt. Östlich von Lourba teilt sich die Straße. Nach Nordosten führt sie zum Dorf Sardoli, nach Südosten in das Dorf Ohobin.
Im Dorf Lourba befinden sich der Sitz des Sucos, eine Kapelle und eine Grundschule (Escola Basica Nazare Lourba).